# Jagdstaffel 21
La Jagdstaffel 21 (in tedesco: Königlich Sächsische Jagdstaffel Nr 21, abbreviato in Jasta 21) era una squadriglia (staffel) da caccia della componente aerea del Deutsches Heer, l'esercito dell'Impero tedesco, durante la prima guerra mondiale (1914-1918).

## Storia

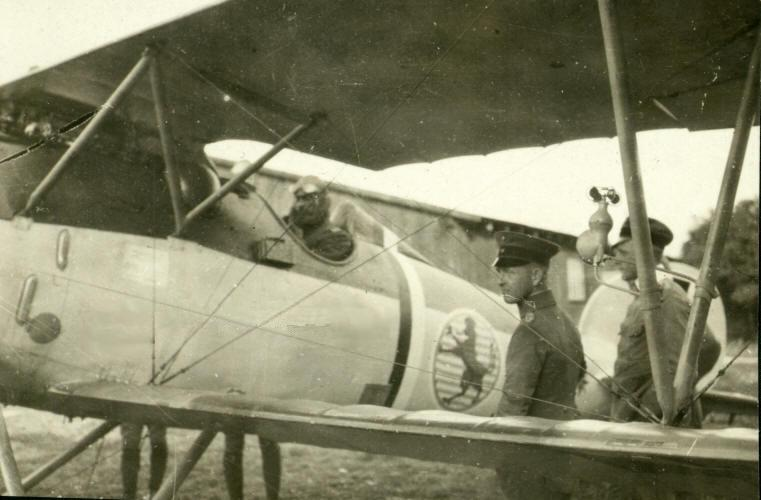
Comandante Schleich nel suo Albatros

La Jagdstaffel 21 venne fondata il 25 ottobre 1916 con piloti provenienti dalla Fliegerabteilung 40 e dalla Kagohl 7. La squadriglia prese servizio il 6 dicembre e assegnata alla 3ª armata e fu inizialmente equipaggiata con aerei Albatros e Pfalz, caratterizzati e riconoscibili grazie allo schema pittorico di base che prevedeva due bande, una bianca e una nera, che circondavano la fusoliera subito dietro l'abitacolo del pilota. Perse il suo primo pilota in combattimento il 24 febbraio 1917 e ottenne la prima vittoria aerea il 24 marzo. 
All'inizio dell'estate del 1918 venne equipaggiata con aerei Fokker D.VII e unita al Jagdgruppe 5 dove rimase fino alla fine della guerra.
Josef Schulte è stato l'ultimo Staffelführer (comandante) della Jagdstaffel 21, dall'agosto del 1918 fino alla fine della guerra. La Jasta è stata smobilitata l'11 novembre 1918.
Alla fine della prima guerra mondiale alla Jagdstaffel 21 vennero accreditate 148 vittorie aeree di cui 30 per l'abbattimento di palloni da osservazione. Di contro, la Jasta 21 perse 8 piloti, uno fu fatto prigioniero di guerra e 6 furono feriti in azione.

## Lista dei comandanti della Jagdstaffel 21
Di seguito vengono riportati i nomi dei piloti che si succedettero al comando della Jagdstaffel 21.
| Grado | Nome                       | Periodo                           |
| ----- | -------------------------- | --------------------------------- |
|       | Richard Schlieben          | 15 novembre 1916 - 26 maggio 1917 |
|       | Eduard Ritter von Schleich | 26 maggio 1917 - 23 ottobre 1917  |
|       | Oskar Freiherr von Boenigk | 23 ottobre 1917 – 27 agosto 1918  |
|       | Josef Schulte              | 27 agosto 1918 - 11 novembre 1918 |

## Lista delle basi utilizzate dalla Jagdstaffel 21
- AFP 3: 25 ottobre 1916 – 15 November 1916
- Neuflize, Francia: 15 novembre 1916 – 1 July 1917
- Chassogne Ferme, Verdun, Francia: 1 luglio 1917 – 26 dicembre 1917
- Saint-Loup, Francia: 26 dicembre 1917 – 10 gennaio 1918
- Saint-Mards, Francia: 10 gennaio 1918 – 18 maggio 1918
- Sissonne, Francia: 18 maggio 1918 – 6 giugno 1918
- Boncourt, Francia: 6 giugno 1918 – 23 settembre 1918
- Sissonne: 23 settembre 1918 – 11 ottobre 1918
- Plomion, Francia: 11 ottobre 1918 – 11 novembre 1918

## Lista degli assi che hanno prestato servizio nella Jagdstaffel 21
Di seguito vengono elencati i nomi dei piloti che hanno prestato servizio nella Jagdstaffel 21 con il numero di vittorie conseguite durante il servizio nella squadriglia e riportando tra parentesi il numero di vittorie aeree totali conseguite.
| Asso                       | Vittorie |
| -------------------------- | -------- |
| Karl Thom                  | 27       |
| Eduard Ritter von Schleich | 26 (35)  |
| Oskar Freiherr von Boenigk | 16 (26)  |
| Emil Thuy                  | 13 (35)  |
| Max Kuhn                   | 12       |
| Fritz Höhn                 | 10 (21)  |
| Heinrich Haase             | 5 (6)    |
| Paul Turck                 | 5 (10)   |
| Karl Schmückle             | 4 (6)    |
| Hermann Leptien            | 3 (7)    |
| Rudolf Matthaei            | 3 (10)   |
| Werner Wagener             | 1 (5)    |

## Lista degli aerei utilizzati della Jagdstaffel 21
- Aerei Albatros e Pfalz
- Fokker D.VII